# Papel offset

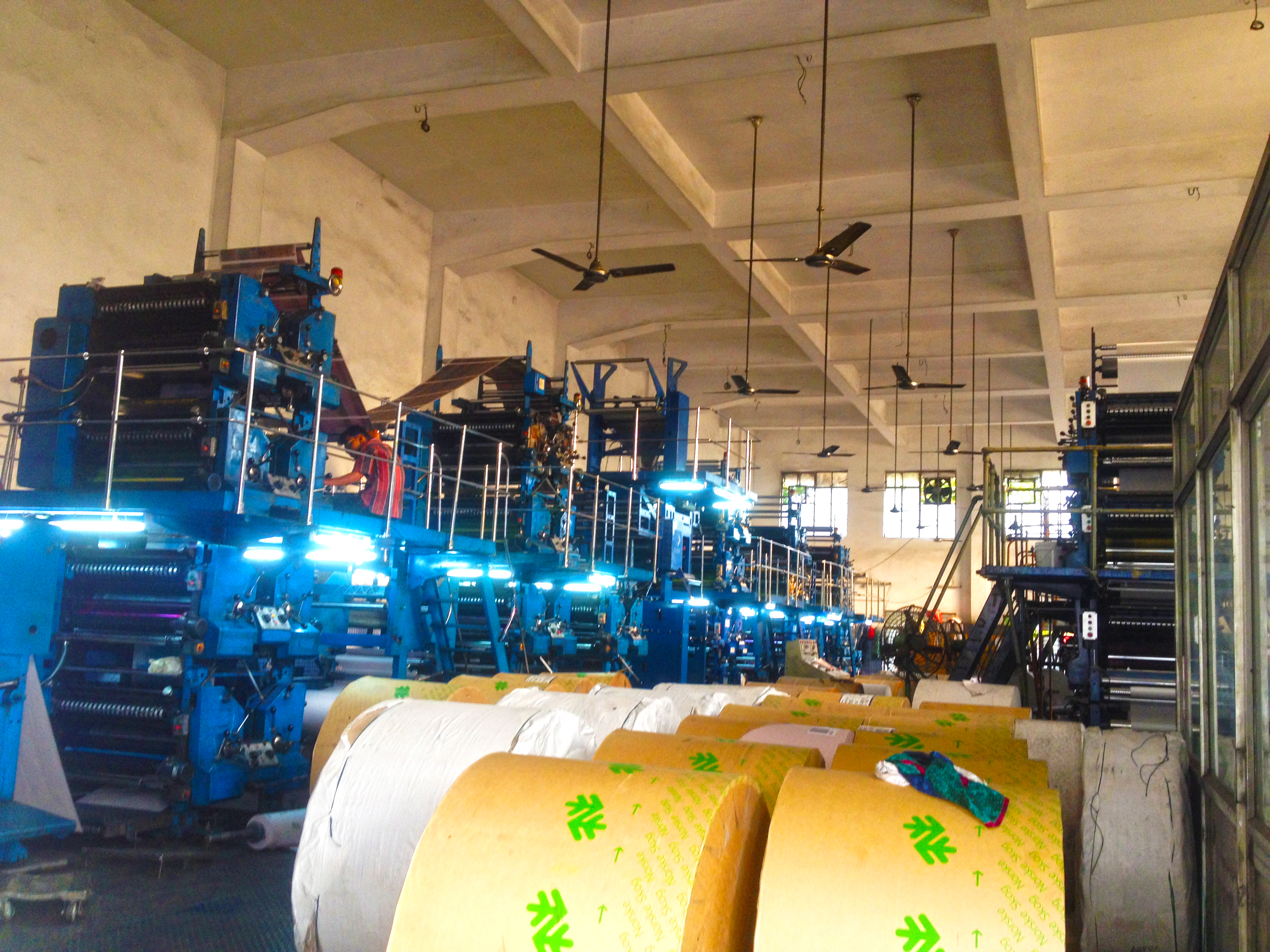
Rolos de papel offset.

O Papel Offset é um papel fabricado com características próprias para a impressão offset, como elevada resistência na superfície e resistência contra deformações. É um papel que contém menos de 5% de pasta mecânica.